# Hilário Moser
Hilário Moser (ur. 2 grudnia 1931 w Rios dos Cedros) – brazylijski duchowny rzymskokatolicki, w latach 1992-2004 biskup Tubarão.

## Życiorys
Święcenia kapłańskie przyjął 15 sierpnia 1958. 17 sierpnia 1988 został prekonizowany biskupem pomocniczym Olindy i Recife ze stolicą tytularną Casae Calanae. Sakrę biskupią otrzymał 20 listopada 1988. 27 maja 1992 został mianowany biskupem Tubarão. 15 czerwca 2004 zrezygnował z urzędu.